# Cache Creek
Cache Creek es un pueblo canadiense situado en la provincia de Columbia Británica.

## Superficie
Cache Creek tiene una superficie de 10,4 km².

## Demografía
En 2021, tenía 969 habitantes, una densidad poblacional de 93,2 hab./km², y 522 viviendas.